# Joan Segarra
Joan Segarra Iracheta (Barcellona, 11 marzo 1927 – Taradell, 3 settembre 2008) è stato un calciatore e allenatore di calcio spagnolo, di ruolo difensore.

## Palmarès

### Club

#### Competizioni nazionali
- Campionato spagnolo: 4

Barcellona: 1951-1952, 1952-1953, 1958-1959, 1959-1960
- Coppa di Spagna: 6

Barcellona: 1951, 1952, 1952-1953, 1957, 1958-1959, 1962-1963
- Coppa Eva Duarte: 2

Barcellona: 1952, 1953

#### Competizioni internazionali
- Coppa delle Fiere: 2

Barcellona: 1955-1958, 1958-1960
- Coppa Latina: 1

Barcellona: 1952